# 真壁小目
真壁小目（まかべこめ）とは茨城県桜川市真壁町（旧真壁郡真壁町）の東部にある加波山（標高709m）の麓一帯の真壁町より採掘された石目の小さい花崗岩の称。

## 概要
白色または薄青、薄黒を帯びた白色をしており硬質で吸水率も低い。研磨すると光沢に優れており光沢の持続性も極めて良いため墓石材として最適。石職人より「ねばり」と呼ばれる性質も持ち合わせるため灯篭などの材料としても適している。丸型、角型の結晶がまだらに確認出来るのも特徴。白色を主とするが青味、黒味が強い物ほど高級とされ価格が高い。
採石の歴史は明治初期頃に遡ると言われている。1975年（昭和50年）頃は25件程度の採掘業者があったが次第に減少し、2011年（平成23年）時点では6件のみが採掘を伝承している。
関東地方で「御影石」というと「真壁石（小目、中目）」と「稲田石」のどちらかを指す。

## 使用先

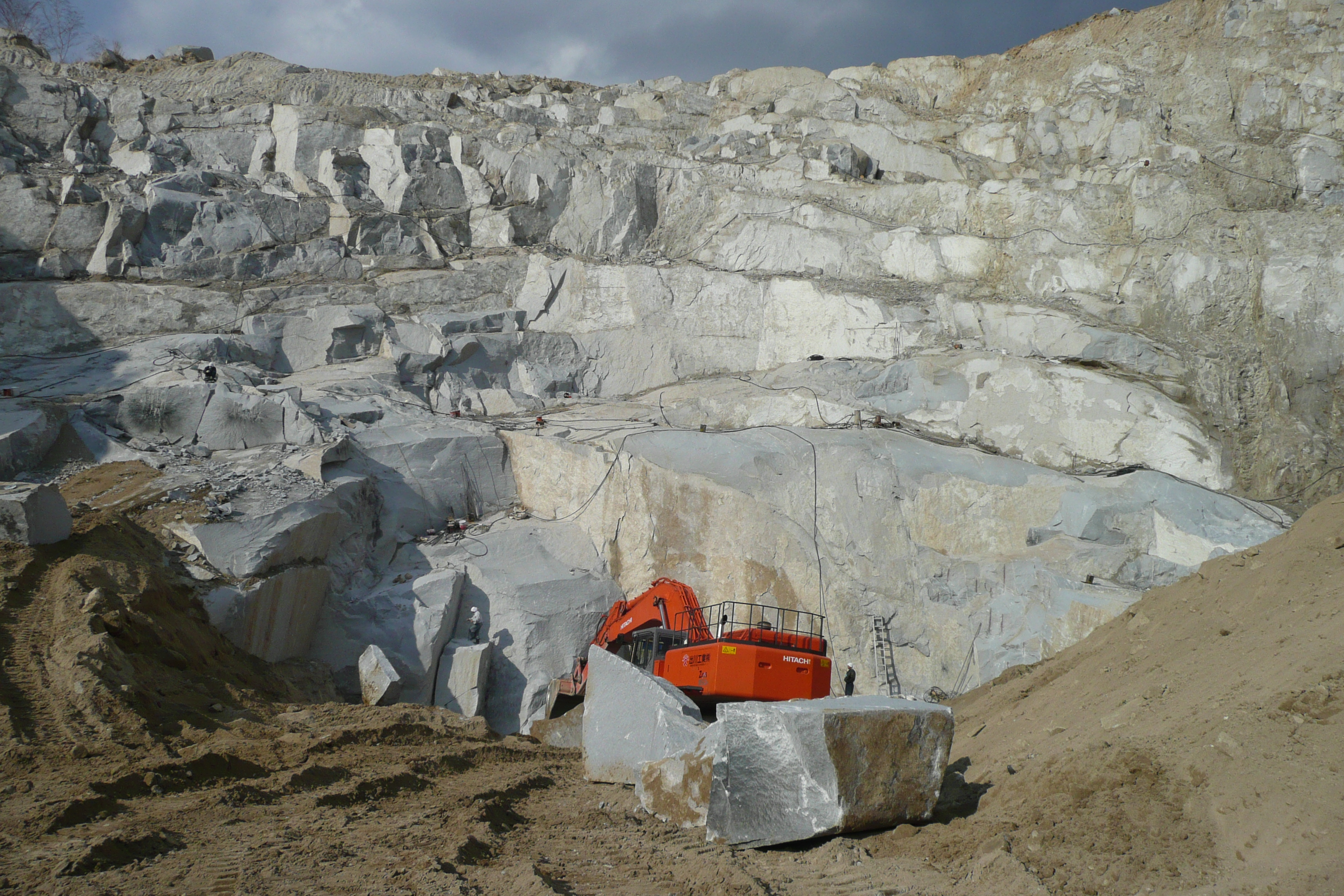
採石丁場

首都圏最寄りの大規模産地という地理的背景もあり、日本銀行、国会議事堂、皇居、東京駅をはじめ首都圏の多数の駅舎、天皇陵、皇居などの歴史的建造物などにも使用されている。また、福沢諭吉、山本五十六、井上馨、力道山、川端康成、浜口庫之助、菊池寛、中浜万次郎などの墓地にも使用されており、首都圏の歴史ある墓地、墓苑では使用率が最も高い花崗岩である。
採石量が多いため国産材としては価格が手頃であり、かつ良質との評価があることから、関東全域で墓石使用率が群を抜いて多い。
現在は輸送機関の発達により北陸、東海、近畿、九州まで販路が広がっていること、良質であるが国産材としては価格が手頃なこと、中国産石材への不信なども追い風となり全国的に人気が非常に高い。